# Кузенкова, Ольга Сергеевна
О́льга Серге́евна Кузенко́ва (род. 4 октября 1970 года, Смоленск, СССР) — российская метательница молота, олимпийская чемпионка 2004 года, чемпионка Европы 2002 года, многократная чемпионка России, экс-рекордсменка мира. Заслуженный мастер спорта России.

## Биография и карьера
Первоначально Ольга тренировалась в спортивной школе городского отдела образования Смоленска, которая впоследствии была преобразована в спортивную школу Олимпийского резерва. В 1984 году Кузенкова начала заниматься лёгкой атлетикой у Федора Тимофеевича Михеенко. После его смерти в 1998 году стала тренироваться под руководством Александра Ивановича Селезнёва, который ради работы с Ольгой завершил собственную спортивную карьеру. Новый тренер не стал сильно изменять прежние методики подготовки, лишь усовершенствовав их на основе передовых научных разработок.
Ольга Кузенкова является первой женщиной, которая метнула молот за 70 метров (1997 год). 6 раз в 1994—1998 годах Ольга устанавливала мировые рекорды. 9 раз (1992, 1993, 1995—1998, 2001, 2002) Кузенкова была обладательницей лучшего результата сезона в мире. Личный рекорд — 75 м 68 см (4 июня 2000, Тула). Выступала за клуб «Динамо» г. Смоленск.
На летних Олимпийских играх 2000 года в Сиднее Кузенкова завоевала серебряную медаль, уступив 17-летней польской спортсменке Камиле Сколимовской. Но четыре года спустя, на Олимпийских играх 2004 года в Афинах, ей удалось осуществить свою мечту и выиграть золотую медаль с олимпийским рекордом 75 м 02 см.
На чемпионате мира 2005 года в Хельсинки Кузенкова стала обладательницей звания чемпионки мира, однако была уличена в применении допинга.
Другие достижения:
- серебро на чемпионате Европы 1998 в Будапеште
- серебро на чемпионате мира 1999 в Севилье
- серебро на чемпионате мира 2001 в Эдмонтоне
- золото на чемпионате Европы 2002 в Мюнхене
- серебро на чемпионате мира 2003 в Париже

Окончила Смоленской государственной академии физической культуры, спорта и туризма и Смоленский гуманитарный университет по специальности «юриспруденция».
31 августа 2007 года стала почётным гражданином города Смоленска. С 2007 по 2013 год — депутат Смоленской областной Думы IV созыва. Заместитель председателя комитета по социальной политике.

### Семья
Замужем за своим тренером Александром Селезнёвым. 3 августа 2006 года родила дочь Амалию.

## Награды
- Орден Дружбы — За большой вклад в развитие физической культуры и спорта, высокие спортивные достижения на Играх XXVII Олимпиады 2000 года в Сиднее[12]
- Орден Почёта — За большой вклад в развитие физической культуры и спорта, высокие спортивные достижения на Играх XXVIII Олимпиады 2004 года в Афинах[13]